# Anisopappus robynsianus
Anisopappus robynsianus là một loài thực vật có hoa trong họ Cúc. Loài này được Lisowski mô tả khoa học đầu tiên năm 1986.